# Чулимський район
Чулимський район — муніципальне утворення в Новосибірської області.
Адміністративний центр — місто Чулим.

## Географія
Район розташований в центрі Новосибірській області, в Барабинській низовині. Межує з Убінським, Каргатським, Кочковським, Ординським, Коченевським і Коливанським районами Новосибірської області.
Територія району за даними на 2008 рік — 855,9 тис. га, у тому числі сільгоспугіддя — 368,3 тис. га (43% всієї площі) , лісом зайнято 249,5 тис. га (в основному в північній частині району). Рельєф рівнинний, спокійний. Середня температура січня -18,6 °C, липня +18,2 °C. Річна кількість атмосферних опадів - 380 мм. По території району пролягає мережу малих річок, найбільша з них річка Чулим, є безліч озер, найбільше оз. Іткуль (16,1 км²). На території району є запаси глини, придатної для виготовлення будівельної цегли, обширні родовища торфу і сапропелі, є мінеральні води.

## Історія
Район утворений в 1925 році в складі Новосибірського округу Сибірського краю (колишній Каінський повіт), з 1930 у складі Західно-Сибірського краю. В 1937 році район був включений до складу новоутвореної Новосибірської області.

## Економіка
В даний час в районі діє три промислових переробних підприємства — це ВАТ маслосиркомбінат «Чулимський», ТОВ «Маслопром», ТОВ МПО «Фоменське». По території району, із заходу на схід проходять Західно-Сибірська залізниця, федеральна автодорога «Байкал» з твердим покриттям, нафто- і газопровід.
Сільськогосподарським виробництвом займаються 14 сільськогосподарських організацій різних форм власності, 19 фермерських господарств. У сільському господарстві зайнято 33,8% усіх працюючих. Основна спеціалізація сільськогосподарських підприємств — тваринництво і рослинництво. В 2006 році в рамках пріоритетного національного проекту «Розвиток АПК» селянсько-фермерським і особистих підсобних господарств населення було видано 48 кредитів на загальну суму 6,5 млн рублів.

## Населення
| 2002    | 2009    | 2010    | 2011    | 2012    | 2013    | 2014    |
| ------- | ------- | ------- | ------- | ------- | ------- | ------- |
| 26 763  | ↘25 968 | ↘25 781 | ↘23 854 | ↘23 450 | ↘23 116 | ↘22 866 |
| 2015    | 2016    | 2017    | 2018    | 2019    |         |         |
| ↘22 634 | ↘22 457 | ↘22 201 | ↘21 899 | ↘21 540 |         |         |